# 社交数
社交数（しゃこうすう、英: sociable numbers）とは、友愛数の発展内容で、異なる 3 つ以上の自然数の組である。
ある数(A)の自分自身を除いた約数の和が他の数(B)になり、(B)の自分自身を除いた約数の和が他の数(C)になる。これを続けていき、元の数(A)に戻るような数の組のことをいう。
| 1. 3個組の社交数が存在するか？ 2. 7個組の社交数が存在するか？ 3. 10個組の社交数が存在するか？ 4. 何個組までの社交数が存在するか？ 5. 社交数は無数に存在するか？ |

## 社交数の例
(12496, 14288, 15472, 14536, 14264) は 5個組の社交数である。(オンライン整数列大辞典の数列 A072891)
- 12496 の自分自身を除いた約数は 1, 2, 4, 8, 11, 16, 22, 44, 71, 88, 142, 176, 284, 568, 781, 1136, 1562, 3124, 6248 で、和は 14288 である。
- 14288 の自分自身を除いた約数は 1, 2, 4, 8, 16, 19, 38, 47, 76, 94, 152, 188, 304, 376, 752, 893, 1786，3572, 7144 で、和は 15472 である。
- 15472 の自分自身を除いた約数は 1, 2, 4, 8, 16, 967, 1934, 3868, 7736 で、和は 14536 である。
- 14536 の自分自身を除いた約数は 1, 2, 4, 8, 23, 46, 79, 92, 158, 184, 316, 632, 1817, 3634, 7268 で、和は 14264 である。
- 14264 の自分自身を除いた約数は 1, 2, 4, 8, 1783, 3566, 7132 で、和は 12496 である。

2008年11月現在、171組の社交数が発見されている。そのほとんど(161組)が4個組で、残りは6個組が 5 つ、8個組が 2 つ、5個組・9個組・28個組が 1 つずつである。(オンライン整数列大辞典の数列 A122726)
- 4個組の最小社交数: (1264460, 1547860, 1727636, 1305184)(オンライン整数列大辞典の数列 A072892)
- 28個組の社交数: (14316, 19116, 31704, 47616, 83328, 177792, 295488, 629072, 589786, 294896, 358336, 418904, 366556, 274924, 275444, 243760, 376736, 381028, 285778, 152990, 122410, 97946, 48976, 45946, 22976, 22744, 19916, 17716)(オンライン整数列大辞典の数列 A072890)

3個組・7個組・10個組の社交数は発見されていない。3個組の社交数が存在するかどうか、7個組の社交数が存在するかどうか、10個組の社交数が存在するかどうか、何個組までの社交数が存在するのか、社交数は無数に存在するのか、などは数学上の未解決問題である。
なお、(103340640, 123228768, 124015008) が誤って3個組の社交数の例とされることがあるが、この組は
- 103340640 の自分自身を除いた約数の和 247243776 = 123228768 + 124015008
- 123228768 の自分自身を除いた約数の和 227355648 = 124015008 + 103340640
- 124015008 の自分自身を除いた約数の和 226569408 = 103340640 + 123228768

という関係をもつ友愛的三対（amicable triple）と呼ばれるもので、社交数とは別の整数の一群である。
また、(12285, 12496, 14288, 15472, 14536, 14264, 14595)のように、友愛数と5個組の社交数を使って7個組の社交数にしてはならない。